# ديكلونين
ديكلونين (بالإنجليزية: Dyclonine)‏ هو دواء يُستعمل في علاج:
- ألم[8]
- التهاب البلعوم[9]

## دوره
يلعب هذا الدواء دورًا في علاج الأمراض كونه:
- مخدر موضعي